# Inégalitarisme
L'inégalitarisme est une école de pensée conservatrice en philosophie politique, qui vise à justifier et maintenir ou renforcer les inégalités sociales (liées aux classes sociales, au genre, à l'appartenance ethnique) par la considération d'un ensemble de différences biologiques et culturelles comme des limites figées et indépassables, en opposition à la pensée égalitariste. On le retrouve dès l'Antiquité dans La République de Platon et à l'époque contemporaine dans les idéologies d'extrême droite,.